# Grande Torino

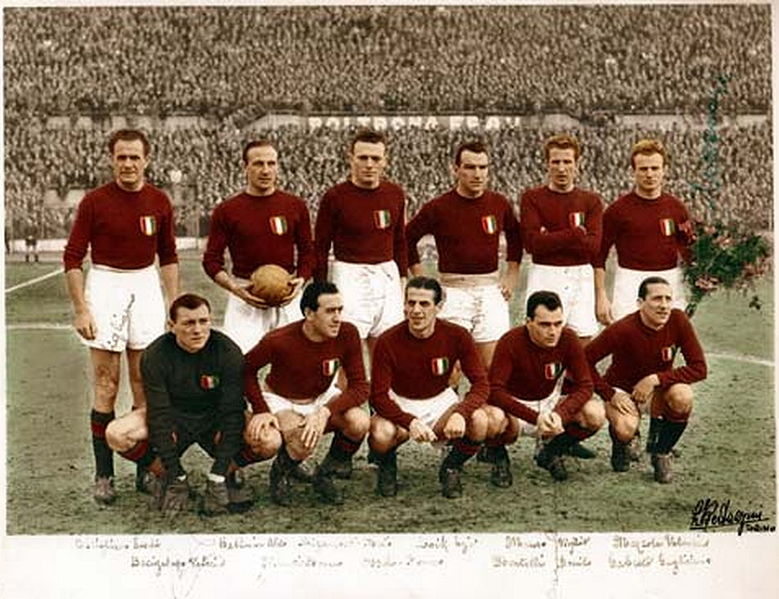
Os Invencíveis do Grande Torino de 1948/49, um dos times mais marcantes da história do futebol italiano, hexacampeão nacional.

Grande Torino é como ficou conhecida a grande equipe do Torino Football Club durante os anos 1940, considerada umas das maiores da história do futebol.
A equipe teve um trágico fim após o avião que transportava os jogadores de volta à Itália, após um amistoso contra os portugueses do Benfica, chocar-se contra uma das torres da Basílica de Superga, vitimando todos os passageiros. O acidente ficaria conhecido como tragédia de Superga.
Na altura do acidente, o Torino era a equipe dominante do futebol italiano, vindo de cinco títulos italianos consecutivos, e era a base da Squadra azzura, tendo chegado a alinhar dez jogadores do clube numa partida contra a Hungria, realizada em 1947.
O acidente causou grande comoção no futebol mundial, tendo o enterro chegado a reunir aproximadamente 500 mil pessoas. E, no ano seguinte, para a disputa da Copa do Mundo, realizada no Brasil, a Federação Italiana proibiu a delegação de viajar de avião para o torneio, tendo a equipe viajado para o país sul-americano de navio, o qual demorou duas semanas para chegar ao destino. Cansados, os italianos foram eliminados logo na primeira fase, após derrota para a Suécia por 3 x 2.

## O acidente
Após um amistoso entre as seleções de Portugal e Itália (vitória italiana por 4 x 1), realizado em 27 de janeiro de 1949, o capitão da seleção portuguesa, Francisco Ferreira, prestes a se aposentar, pediu para que os dirigentes benfiquistas marcassem um amistoso contra os Toros. Ferrucio Novo, então presidente do Torino, apesar de inicialmente contrário a ideia, aceitou o convite, marcando o amistoso para o dia 3 de maio, para ser realizado na capital portuguesa. Chegada a partida, o Benfica venceu o Toro por 4 x 3 diante de um público de 40 mil pessoas. No dia seguinte a partida, retornando à Itália, quando a aeronava já sobrevoava Turim, o piloto, Pierluigi Meroni, recebeu informações meteorológicas  indicando denso nevoeiro, com visibilidade horizontal abaixo de 40 m. Com isso, às 16h59min, Meroni avisa a torre de controle local que estava iniciando os procedimentos de aproximação visual para realizar a aterrissagem. Durante a manobra de aproximação, a aeronave desceu perigosamente, e, às 17h05min, chocou-se contra uma das torres da Basílica de Superga, matando instantaneamente todos a bordo.
Após o acidente, como ainda restavam quatro partidas para o término do campeonato, o Torino disputou-as com uma equipe formada pelos jogadores oriundos das categorias de base. Como forma de respeito, as quatro equipes (Genoa, vitória por 4 x 0; Palermo, vitória por 3 x 0; Sampdoria, vitória por 3 x 2; e Fiorentina, vitória por 2 x 0) fizeram o mesmo.